# World Tour w siatkówce plażowej 2003
World Tour w siatkówce plażowej 2003 składał się z 22 turniejów, które były organizowane przez FIVB. Swatch zostaje sponsorem tytularnym rozgrywek głównych oraz Mistrzostw Świata wchodzących w skład cyklu World Tour i wprowadza nowe technologie jak tablice elektroniczne oraz tworząc nowe logo. Dodatkowo turnieje rangi Grand Slam zyskują na prestiżu oraz gwarantują większe nagrody pieniężne.

## Zawody

### Klasyfikacja turniejów
| World Championships |
| Grand Slam          |
| Open                |

### Mężczyźni
| Turniej                                                                    | 1 miejsce                                          | 2 miejsce                         | 3 miejsce                                          | 4 miejsce                                |
| -------------------------------------------------------------------------- | -------------------------------------------------- | --------------------------------- | -------------------------------------------------- | ---------------------------------------- |
| Hellas Open Rodos, Grecja 4 - 8 czerwca                                    | Dain Blanton Jeff Nygaard 22-20, 21-18             | Márcio Araújo Benjamin Insfran    | Nikolas Berger Clemens Doppler 21-17, 18-21, 18-16 | John Child Mark Heese                    |
| 1to1 Energy Open Gstaad, Szwajcaria 18 - 22 czerwca                        | Márcio Araújo Benjamin Insfran 23-25, 21-13, 15-10 | Markus Dieckmann Jonas Reckermann | Patrick Heuscher Stefan Kobel 21-18, 19-21, 15-10  | Nikolas Berger Clemens Doppler           |
| Vodafone Grand Slam Berlin, Niemcy 25 - 29 czerwca                         | Harley Marques Franco Neto 21-18, 21-16            | Mariano Baracetti Martín Conde    | Emanuel Rego Ricardo Santos 21-15, 21-16           | Markus Dieckmann Jonas Reckermann        |
| ConocoPhillips Open Stavanger, Norwegia 2 - 6 lipca                        | Emanuel Rego Ricardo Santos 16-21, 21-16, 15-12    | Mariano Baracetti Martín Conde    | Julien Prosser Mark Williams 21-18, 20-22, 15-6    | Jefferson Bellaguarda Juca Dultra        |
| World Series 13 Grand Slam Marsylia, Francja 16 - 20 lipca                 | Emanuel Rego Ricardo Santos 21-18, 20-22, 15-13    | Martin Laciga Paul Laciga         | Dain Blanton Jeff Nygaard 19-21, 21-15, 15-8       | Christoph Dieckmann Andreas Scheuerpflug |
| Portugal Open Espinho, Portugalia 23 - 27 lipca                            | Emanuel Rego Ricardo Santos 21-23, 21-14, 20-18    | Vegard Høidalen Jørre Kjemperud   | Andrew Schacht Joshua Slack 21-17, 21-17           | Márcio Araújo Benjamin Insfran           |
| A1 Grand Slam presented by Nokia Klagenfurt, Austria 31 lipca - 3 sierpnia | Márcio Araújo Benjamin Insfran 22-20, 21-17        | Stein Metzger Kevin Wong          | Patrick Heuscher Stefan Kobel 19-21, 21-19, 15-8   | Dain Blanton Jeff Nygaard                |
| World of TUI Open de Mallorca Majorka, Hiszpania 3 - 7 sierpnia            | Márcio Araújo Benjamin Insfran 14-21, 21-19, 34-32 | Markus Dieckmann Jonas Reckermann | Mariano Baracetti Martín Conde 22-20, 21-13        | Harley Marques Franco Neto               |
| Nissan Grand Slam Carson, Stany Zjednoczone 18 - 21 września               | Emanuel Rego Ricardo Santos 21-11, 21-18           | Markus Egger Sascha Heyer         | Canyon Ceman Mike Whitmarsh 22-20, 21-16           | Nikolas Berger Clemens Doppler           |
| World Championships Rio de Janeiro, Brazylia 16 - 19 października          | Emanuel Rego Ricardo Santos 21-18, 21-15           | Dax Holdren Stein Metzger         | Márcio Araújo Benjamin Insfran walkower            | João Brenha Miguel Maia                  |

### Kobiety
| Turniej                                                                   | 1 miejsce                                          | 2 miejsce                                      | 3 miejsce                                         | 4 miejsce                                      |
| ------------------------------------------------------------------------- | -------------------------------------------------- | ---------------------------------------------- | ------------------------------------------------- | ---------------------------------------------- |
| Hellas Open Rodos, Grecja 11 - 15 czerwca                                 | Ana Paula Henkel Sandra Pires 21-23, 21-19, 15-12  | Shelda Bede Adriana Behar                      | Misty May Kerri Walsh 21-15, 25-23                | Dalixia Fernandez Grasset Tamara Larrea Peraza |
| 1to1 Energy Open Gstaad, Szwajcaria 17 - 21 czerwca                       | Misty May Kerri Walsh 23-21, 21-15                 | Ana Paula Henkel Sandra Pires                  | Shelda Bede Adriana Behar 21-15, 21-15            | Annett Davis Jenny Johnson Jordan              |
| Vodafone Grand Slam Berlin, Niemcy 24 - 28 czerwca                        | Ana Paula Henkel Sandra Pires 20-22, 29-27, 15-13  | Holly McPeak Elaine Youngs                     | Shelda Bede Adriana Behar 21-18, 21-19            | Misty May Kerri Walsh                          |
| ConocoPhillips Open Stavanger, Norwegia 1 - 5 lipca                       | Ana Paula Henkel Sandra Pires 21-19, 21-15         | Misty May Kerri Walsh                          | Shelda Bede Adriana Behar 21-13, 21-17            | Holly McPeak Elaine Youngs                     |
| World Series 13 Grand Slam Marsylia, Francja 15 - 20 lipca                | Misty May Kerri Walsh 21-10, 21-13                 | Ana Paula Henkel Sandra Pires                  | Shelda Bede Adriana Behar 21-18, 21-14            | Natalie Cook Nicole Sanderson                  |
| A1 Grand Slam presented by Nokia Klagenfurt, Austria 30 ipca - 2 sierpnia | Misty May Kerri Walsh 21-17, 21-17                 | Ana Paula Henkel Sandra Pires                  | Shelda Bede Adriana Behar 21-17, 21-18            | Holly McPeak Elaine Youngs                     |
| Japan Open Osaka, Japonia 6 - 10 sierpnia                                 | Ana Paula Henkel Sandra Pires 21-18, 19-21, 15-13  | Shelda Bede Adriana Behar                      | Natalie Cook Nicole Sanderson 21-18, 15-21, 15-10 | Alexandra Fonseca Tatiana Minello              |
| Lianyungang Open Lianyungang, Chiny 13 - 17 sierpnia                      | Rebekka Kadijk Marrit Leenstra 21-15, 17-21, 15-13 | Susanne Lahme Danja Müsch                      | Natalie Cook Nicole Sanderson 17-21, 26-24, 18-16 | Simone Kuhn Nicole Schnyder-Benoît             |
| Bali Open Bali, Indonezja 22 - 24 sierpnia                                | Tian Jia Wang Fei 21-17, 21-19                     | Dalixia Fernandez Grasset Tamara Larrea Peraza | Eva Ryšavá Soňa Nováková-Dosoudilová 21-15, 21-10 | Wang Lu You Wenhui                             |
| Estathe' Italian Open Mediolan, Włochy 3 - 7 września                     | Tian Jia Wang Fei 17-21, 22-20, 15-11              | Shelda Bede Adriana Behar                      | Dianne DeNecochea Nancy Reynolds 21-16, 21-13     | Rebekka Kadijk Marrit Leenstra                 |
| Nissan Grand Slam Carson, Stany Zjednoczone 18 - 21 września              | Misty May Kerri Walsh 22-24, 22-20, 15-12          | Ana Paula Henkel Sandra Pires                  | Natalie Cook Nicole Sanderson 23-21, 21-18        | Tian Jia Wang Fei                              |
| World Championships Rio de Janeiro, Brazylia 7 - 12 października          | Misty May Kerri Walsh 21-19, 21-19                 | Shelda Bede Adriana Behar                      | Natalie Cook Nicole Sanderson 21-16, 21-17        | Annett Davis Jenny Johnson Jordan              |